# Cirratulus wladislavi
Cirratulus wladislavi är en ringmaskart som beskrevs av Buzhinskaja 1985. Cirratulus wladislavi ingår i släktet Cirratulus och familjen Cirratulidae. Inga underarter finns listade i Catalogue of Life.